# Thunder Bay
Thunder Bay – miasto (ang. city) w Kanadzie, w południowo-zachodniej części prowincji Ontario, w dystrykcie Thunder Bay, na zachodnim krańcu Jeziora Górnego. Jest to drugie pod względem wielkości miasto w północnym Ontario. Miasto było organizatorem Mistrzostw Świata w Narciarstwie Klasycznym 1995. Tutaj też znajduje się kompleks skoczni narciarskich Big Thunder Ski Jumping Center wraz z największym jego obiektem, Big Thunder K120. Miasto powstało w 1970 roku w wyniku połączenia dwóch miast: Fort William i Port Arthur. Europejskie osadnictwo w rejonie sięga 1679 r. Początkowo rozwój spowodowany był handlem futrami przez Francuzów. W 1875 r. do konkurujących miast doprowadzono linię Kolei Transkanadyjskiej. 
Działa tutaj Uniwersytet Lakehead.
Liczba mieszkańców Thunder Bay wynosi 109 140. Język angielski jest językiem ojczystym dla 83,0%, francuski dla 2,6% mieszkańców (2006).
W mieście rozwinął się przemysł drzewny, papierniczy, spożywczy, stoczniowy oraz samochodowy.

## Współpraca
- Seinäjoki, Finlandia
- Little Canada, Stany Zjednoczone
- Duluth, Stany Zjednoczone
- Gifu, Japonia